# Moln över Nollberga
Moln över Nollberga är det andra seriealbumet i  Ulf Lundkvists tecknad serie om varmkorven Assar. Det gavs ut 1992.

## Handling
Assar träffar en korv som presenterar sig som hans syster, men det är det den onde Razor som har maskerat sig. Bimbo fångar Razor återigen. Elof Öman tänker ut en Nollbergaspecifik TV-serie medan han brainstormar på Lilla fina feta vita tjocka voffsingen. Flora Petterson anlitas för att skriva manus. Resultatet får heta Rövbo story och liknar TV-serien Dallas.
Läder-Kent och Mys-Harry kommer och tar makten över Nollberga. Bimbo och Razor kan förenas i att det var bättre förr. Tillsammans kallar de på Rymd-Börje som tar kontakt med sin kusin Laser-Allan. Han tar fast Läder-Kent och Mys-Harry, bygger in dem i en bil och skickar ut dem i rymden.
Flora, Handlar Anderssons dotter, har fått upp ögonen för Razor och de börjar träffas. För att bli accepterad av Floras far så startar Razor en TV-show. Bimbo försöker stoppa Razor, men med hjälp av en Jayne Mansfield-bild lyckas Razor undvika att bli fångad. Razor inser med tiden att han och Flora aldrig kommer att kunna accepteras i bygden. Flora inser att det är Tyrone hon älskar. Efter en tid föder Flora en son, Brynar, som är ganska lik Razor, både till utseende och ordförråd.
Elof Öman lever i lyx efter succén med Rövbo Story. Flora Petterson, som skrivit manus, gillar inte att hennes arbete blivit så kommersialiserat och försvinner. Indianer dyker upp på allmänningen, kidnappar Assar, och det blir oro i bygden. Bimbo kallar på kapten Miki som befriar Assar. Kung Royne accepterar Assars förslag om varaktig fred. Allmänningen blir nationalpark och indianreservat.
Laila Luger Band spelar på Lilla fina feta vita tjocka voffsingen så att indianernas hövding blir imponerad. Arbetslösheten ökar i bygden, men Elof Öman får en idé: de arbetslösa får bli troll. Anderssons livs får avsättning för sin svans-styling-gele. Razor öppnar restaurangen Gyllene såsen under namnet Razór, där även trollen är välkomna. Gyllene såsen blir väldigt populärt, så att personalen på Lilla fina feta vita tjocka voffsingen blir arbetslösa, blir troll och får gå till Gyllene såsen.
Flora, Tyrone och lille Brynar besöker Gyllene såsen. Tyrone inser att den franske kocken Razór egentligen är Razor och byter om till Bimbodräkten.
Razor kidnappar lille Brynar, men lämnar sedan tillbaka honom frivilligt. Eftersom Bimbo inte lyckades fånga Razor så åker hans förtroende i botten, så att privatdetektiven Tony Thunderbird kan etablera sig. Han löser snabbt alla brott, men då går hans privatekonomi i botten, och han börjar med beskyddarverksamhet. Assar kallar på Rymd-Börje som tar Tony Thunderbird tillbaka i tiden för att förbättra hans barndom. På detta sätt lägger Tony Thunderbird av med sin beskyddarverksamhet. Assar och Rymd-Börje åker genom tid och rum, förbi Oklahoma 1863, och ser Rocky Lane lösa boskapsstölder. De möter Kapten Nemo och Pelle Pälsänger. Pelle Pälsänger berättar om sitt liv till sjöss, då han fick lida mycket och till sist blev kastad i havet. Assar flyger tillbaka till Nollberga, där den svarta damen dyker upp. Elof Öman försöker genast tjäna pengar på hennes goda namn genom att sälja Svarta-damen-müsli. Assar kallar på Kosmos Johansson som kan hantera övernaturliga ting. Det hela slutar med att Kosmos och Svarta damen finner varandra och flyttar till Himalaya.